# قانون قمع الإمكانات المتطورة
قانون قمع الإمكانات المتطورة هو فكرة تم وصفها لأول مرة من قِبل برايان وينستون في كتابه، تكنولوجيات الرؤية: التصوير الفوتوغرافي والتصوير السينمائي والتليفزيون (Technologies of Seeing: Photography, Cinematography and Television. ووفقًا لهذا القانون، عندما يتم التوصل إلى إحدى تكنولوجيات الاتصالات، يتم قمع نموها من خلال التأثير التقييدي للمؤسسات والآليات الأخرى السائدة بالفعل.
ويبين وينستون كيفية استخدام القانون كنموذج لوصف دورة الحياة للعديد من تقنيات الاتصالات. ونهجُهُ موجّهٌ بشكل خاص نحو الحتمية التكنولوجية ويفترض أن نشوء وسائط وتقنيات جديدة يتأثر ويخضع لسيطرة المجتمع.
وقد بين وينستون بالتفصيل نموذج التغير التكنولوجي في كتابيه تكنولوجيات الرؤية: التصوير الفوتوغرافي والتصوير السينمائي والتليفزيون (Technologies of Seeing: Photography, Cinematography and Television) (عام 1997) وتكنولوجيا وسائل الإعلام والمجتمع: لمحة تاريخية من التلغراف إلى الإنترنت (Media Technology and Society: A History: From the Telegraph to the Internet) (عام 1998؛ طبعة كيندل، عام 2007)